# Harrogate Town A.F.C.
Harrogate Town Association Football Club – angielski klub piłkarski z siedzibą w Harrogate, założony w 1935 roku. Klub występuje obecnie w League Two.

## Obecny skład
Stan na 3 lutego 2023
| Nr | Poz. | Piłkarz                                       |
| -- | ---- | --------------------------------------------- |
| 1  | BR   | Mark Oxley                                    |
| 2  | OB   | Miles Welch-Hayes                             |
| 3  | OB   | Joe Mattock                                   |
| 4  | PO   | Josh Falkingham (kapitan)                     |
| 5  | OB   | Will Smith                                    |
| 6  | OB   | Warren Burrell                                |
| 7  | PO   | George Thomson                                |
| 8  | NA   | Dior Angus                                    |
| 9  | NA   | Danny Grant (Wypożyczony z Huddersfield Town) |
| 10 | PO   | Kazeem Olaigbe (Wypożyczony z Southampton)    |
| 11 | PO   | Max Wright                                    |
| 12 | NA   | Sam Folarin                                   |
| 14 | OB   | Toby Sims                                     |
| 15 | OB   | Anthony O'Connor                              |
| 16 | PO   | Alex Pattison                                 |

| Nr | Poz. | Piłkarz                                      |
| -- | ---- | -------------------------------------------- |
| 18 | NA   | Jack Muldoon                                 |
| 19 | PO   | Tyler Frost                                  |
| 20 | OB   | Kayne Ramsay                                 |
| 21 | BR   | Pete Jameson                                 |
| 22 | PO   | Stephen Dooley                               |
| 23 | OB   | Rory McArdle                                 |
| 24 | OB   | Kyle Ferguson                                |
| 25 | PO   | George Horbury                               |
| 26 | NA   | Emmanuel Ilesanmi                            |
| 27 | PO   | Bradley Williams                             |
| 28 | PO   | Matty Daly (Wypożyczony z Huddersfield Town) |
| 29 | NA   | Luke Armstrong                               |
| 30 | PO   | Benjamin Tweed                               |
| 33 | OB   | Matty Foulds (Wypożyczony z Bradford City)   |

## Sukcesy
- National League:
  - Zwycięzca play offów: 2019/2020
- National League North:
  - Zwycięzca play-offów: 2017/2018
- FA Trophy:
  - Zwycięzca : 2019/2020